# Bitwa o Komańcze
Bitwa o Komańcze – starcie zbrojne mające miejsce w dniach 21–24 września 1944 roku między oddziałami armii niemieckiej a wojskami Armii Czerwonej, skutkujące zdobyciem Komańczy przez czerwonoarmistów i zakończeniem w miejscowości władzy reżimu III Rzeszy.

## Przebieg działań bojowych
Do Komańczy wojska radzieckie z 1 Gwardyjskiej Armii dowodzonej przez gen. płk Aandrieja Greczkę dotarły 21 września 1944 roku w czasie operacji wschodnio-karpackiej. Pierwsi przedpola Komańczy osiągnęli żołnierze z 107 Korpusu Strzeleckiego dowodzonego przez gen. D. Gordiejewa. Nie zdobyli jej jednak, ponieważ Komańcza została przekształcona w silny węzeł obrony. Dodatkowo wyczerpane i zdziesiątkowane oddziały radzieckie narażone były na niemieckie kontrataki. Sytuacja uległa zmianie po zastąpieniu 107 Korpusu Strzeleckiego dywizjami 11 Korpusu Strzeleckiego. Wojska te po dwudniowych walkach przełamały obronę niemiecką i 24 września 1944 roku zdobyły Komańczę. Dużą rolę w zdobyciu miejscowości odegrali żołnierze z 226 Dywizji Strzeleckiej dowodzonej przez gen. Mikołaja Kropotina.